# Mi mujer, el diablo y yo
Mi mujer, el diablo y yo es un sainete en dos actos escrito por Carlos Llopis y estrenado en el Teatro Cómico de Madrid el 28 de noviembre de 1962.

## Argumento
Un hombre, llevado por la desesperación cuando le deniegan un crédito hipotecario, se dispone a quitarse la vida. Pero en ese momento oye en su cerebro una voz extraña que le avisa de que, en caso de suicidio, su pobre viuda no cobrará el seguro, lo que lleva al aspirante a suicida a replantearse la situación.

## Representaciones destacadas
- Teatro (estreno, en 1962). Intérpretes: José Alfayate, Rafaela Rodríguez, Isabel Redondo.
- Televisión (6 de julio de 1973, en el espacio Estudio 1, de TVE). Intérpretes: Valeriano Andrés, Luisa Sala, Mary González, Alberto Bové, Alfonso del Real, José Morales, Francisco Racionero y Antonio de Béjar.